# Jess Phillips
Jess Phillips, geboren als Jessica Rose Trainor (Birmingham, 9 oktober 1981), is een Brits Labour Partypoliticus. Zij is sinds 2015 lid van het Britse Lagerhuis (MP) voor het kiesdistrict Birmingham Yardley. In juli 2024 werd ze staatssecretaris onder het Kabinet-Starmer, met de portefeuille geweld tegen vrouwen en meisjes.

## Biografie
Jess Phillips studeerde van 2000 - 2003 economische en sociale geschiedenis en sociaal beleid aan de University of Leeds. Zij werkte enkele jaren voor Women's Aid, een organisatie die werkt met vrouwen die slachtoffer zijn van huiselijk geweld, en daarna voor een organisatie die evenementen organiseert over sociale en gezondheidszorg. Van 2011 tot 2013 studeerde ze management van de publieke sector aan Birmingham University.
Ze was vanaf 2011 voor de Labour Party actief in de lokale politiek in Birmingham. Bij de Lagerhuisverkiezingen van 2015 werd ze gekozen als parlementslid voor het district Birmingham Yardley. Bij de verkiezingen van 2017,  2019 en 2024 werd ze in dit district herkozen.
Als Lagerhuislid is Phillips niet verbonden aan een bepaalde ideologische stroming binnen de Labour Party. Wel uitte ze regelmatig kritiek op de radicaal linkse koers onder partijleider Jeremy Corbyn. Zij houdt zich onder andere bezig met de thema's diversiteit en geweld tegen vrouwen. Van 2016 tot 2019 was ze voorzitter van de Women's Parliamentary Labour Party, de groep vrouwelijke Labour parlementariërs. 
Na de voor Labour slecht verlopen verkiezingen in 2019 maakte ze bekend dat ze zich kandidaat zou stellen om Jeremy Corbyn op te volgen als leider van de Labourpartij. Zij trok zich terug toen ze niet het aantal vereiste steunbetuigingen uit de vakbeweging kreeg.
Keir Starmer, Corbyns opvolger als partijleider, benoemde Phillips in april 2020 tot schaduwminister voor huiselijk geweld.  Ze nam in november 2023 ontslag uit het schaduwkabinet omdat ze het niet eens was met het Labourstandpunt over een staakt-het-vuren in de Hamas-Israel oorlog. 
Na de overwinning van Labour in de Lagerhuisverkiezingen van 4 juli 2024 werd zij door Starmer benoemd tot staatssecretaris bij het ministerie van Binnenlandse Zaken met de portefeuille geweld tegen vrouwen.

## Publicaties
- Everywoman.[11] (2017) - autobiografie
- Truth to power.[12] (2019)